# Jac Martin-Ferrières
Jac Martin-Ferrières, né le 6 août 1893 au Saint-Paul-Cap-de-Joux et mort le 25 juillet 1972 à Neuilly-sur-Seine, est un peintre français.

## Biographie

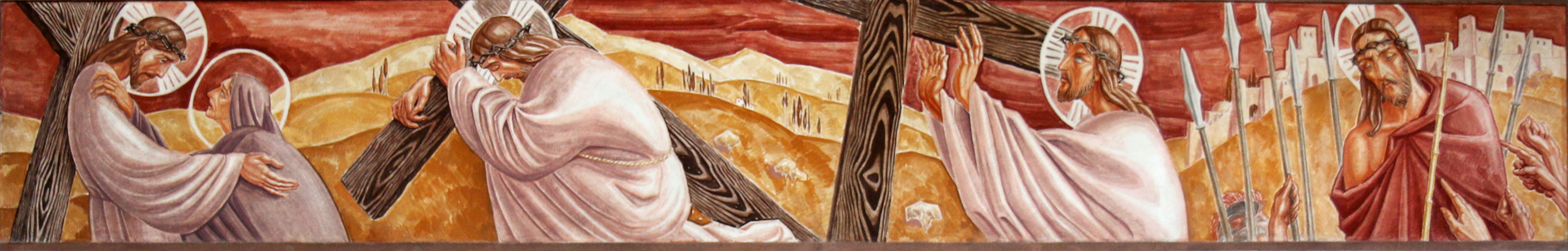
Premier panneau du Chemin de croix, à l'église Saint-Louis de Marseille.

Jacques Auguste Martin est le fils d'Henri Martin, artiste peintre, et de Marie Thérèse Charlotte Barbarrant. Son frère Claude-René Martin est également peintre.
Élève de son père Henri Martin, de Fernand Cormon et d'Ernest Laurent, il expose au Salon. Il consacre ses débuts à la peinture pointilliste et se détache progressivement des courants artistiques à la mode.
Il obtient une mention honorable en 1920, une médaille d'argent en 1923, et une bourse de voyage en 1924.
Il réalise en 1928 les fresques de l'église Saint-Christophe-de-Javel, retraçant la vie de saint Christophe.
En 1933, il épouse Régine Bertholus (1905-1991) ; le peintre Henri Le Sidaner est témoin du mariage.
Il remporte de prix Hector-Lefuel en 1934.
Il réalise pour l'église Saint-Louis de Marseille les fresques du chemin de croix, une frise d'un mètre de hauteur. Les quatorze stations sont représentées sur cinq panneaux.
Il meurt à Neuilly-sur-Seine à l'âge de 78 ans.

## Postérité
Une exposition lui est consacrée de mai à septembre 2023 au musée du Pays de Cocagne, à Lavaur, intitulée « Symphonies colorées ».